# Aloe perryi
Aloe perryi is een succulente soort uit de affodilfamilie (Asphodelaceae). Het is veelal een enkelvoudige stengelvormende vetplant. De plant heeft een dicht en stervormig bladrozet die bestaat uit 12 tot 30 bladeren. De rechtopstaande stengel kan 30 centimeter lang worden. Hieraan groeien dichte, langwerpige cilindrische trossen met oranjekleurige bloemen. De soort staat op de Rode Lijst van de IUCN geklasseerd als 'gevoelig'.
De soort komt voor op het bij Jemen behorende eiland Socotra. Hij groeit daar in droge rotsachtige gebieden op vlakke of zachtglooiende hellingen, voornamelijk op kalkstenen substraat, maar af en toe ook op zandvlaktes of granietbergen.